# Baldaß
Baldaß je priimek več oseb:
- Bernhard von Baldaß, avstro-ogrski general
- Ludwig von Baldaß, avstrijski umetnostni zgodovinar